# Hannie Caulder
Hannie Caulder is een Britse western uit 1971 onder regie van Burt Kennedy. Destijds werd hij in Nederland uitgebracht onder de titel De duivelin uit Texas.
De film vormde inspiratie voor Quentin Tarantino bij het schrijven van Kill Bill.

## Verhaal
Hannie Caulder woont samen met haar echtgenoot op een ranch in Texas. Op een dag wordt deze ranch bestormd door de drie psychopathische gebroeders Clemens die haar verkrachten en haar echtgenoot vermoorden. Ze overleeft het incident en zint op wraak. Zodoende schakelt ze de hulp in van premiejager Thomas Luther Price. Hij leert haar hoe ze moet schieten en uiteindelijk vermoordt ze de mannen stuk voor stuk.

## Rolverdeling
| Acteur          | Personage                   |
| --------------- | --------------------------- |
| Raquel Welch    | Hannie Caulder              |
| Robert Culp     | Thomas Luther Price         |
| Ernest Borgnine | Emmett Clemens              |
| Jack Elam       | Frank Clemens               |
| Strother Martin | Rufus Clemens               |
| Christopher Lee | Bailey                      |
| Diana Dors      | Eigenaresse van het bordeel |
| Stephen Boyd    | De priester                 |

## Productie
Producent Patrick Curtis verkocht het projectidee aan studiobaas Tony Tenser van de Britse filmstudio Tigon British Film Productions. Tenser werd voorgesteld met een keuze om óf een horrorfilm, óf een western met Raquel Welch in de hoofdrol te maken; Tenser koos voor de laatste optie. Curtis noch Welch ontvingen salaris voor de film; in plaats daarvan tekenden zij voor een deel van de winst. 
Opnamen vonden plaats op diverse locaties in Spanje, waaronder Costa del Sol, Almería en Madrid.

## Ontvangst
De Nederlandse pers was verdeeld over de kwaliteit van de film. Recensent van Trouw noemde het "een uitstekend gemaakte film met een mooie dialoog", maar schreef dat Raquel Welch "niet overtuigend" is. Ook criticus van Het Parool schreef dat Welch "zeer bevallig maar ook weinig overtuigend" acteert, maar had veel lof voor het acteerspel van Robert Culp en Christopher Lee. Recensent van De Tijd noemde het daarentegen een "te slechte film om aandacht te besteden" aan de details van het verhaal, omdat het volgens de schrijver in deze film slechts draait om "de bewegingen van Raquel Welch".